# Axinella mahonensis
Axinella mahonensis är en svampdjursart som beskrevs av Ferrer-Hernandez 1916. Axinella mahonensis ingår i släktet Axinella och familjen Axinellidae. Inga underarter finns listade i Catalogue of Life.